# Paul Strudel
Paul Strudel (Denno, 1648 – Vienna, 20 novembre 1708) è stato un pittore e scultore austriaco, rinomato artista altoatesino, è considerato uno dei maggiori esponenti del barocco austriaco. Per i suoi meriti fu creato barone von Strudel e Vochburg.

## Biografia

### Formazione
Nacque a Denno, nell'allora Principato vescovile di Trento, dove entrò, così come i fratelli Peter Strudel (fondatore dell'Accademia di belle arti di Vienna) e Dominik, da subito in contatto con l'arte scultorea, poiché il padre Bartolomeo aveva avviato nella prima metà del XVII secolo una bottega. Si formò in Italia e introdusse in Austria lo stile berniniano, pur senza esercitare un vero influsso. Dopo un periodo di apprendistato nelle botteghe di intaglio della Valle di Non, al seguito del padre intagliatore e scultore Bartolomeo, si formò con i maestri Johann Carl Loth (originario di Monaco di Baviera), Baldassare Longhena e lo scultore fiammingo Giusto Le Court, attivi nella Repubblica di Venezia. Abbiamo notizia di un versamento di due lire di "Paullo Strudelo" nel novembre 1681 alla fraglia dei tagliapietra di Padova. Nella città patavina realizzò alcune opere presso la Basilica del Carmine.
Prima di spostarsi a Vienna, l'artista si dedicò tra il 1682 e il 1687 alle sculture della Cappella del Crocifisso, nel Duomo di Trento.
In un rogito del notaio Niccolò de Antognines del settembre 1706 è registrata la deliberazione della pubblica Regola di Denno per la nomina di Strudel come cittadino onorario.

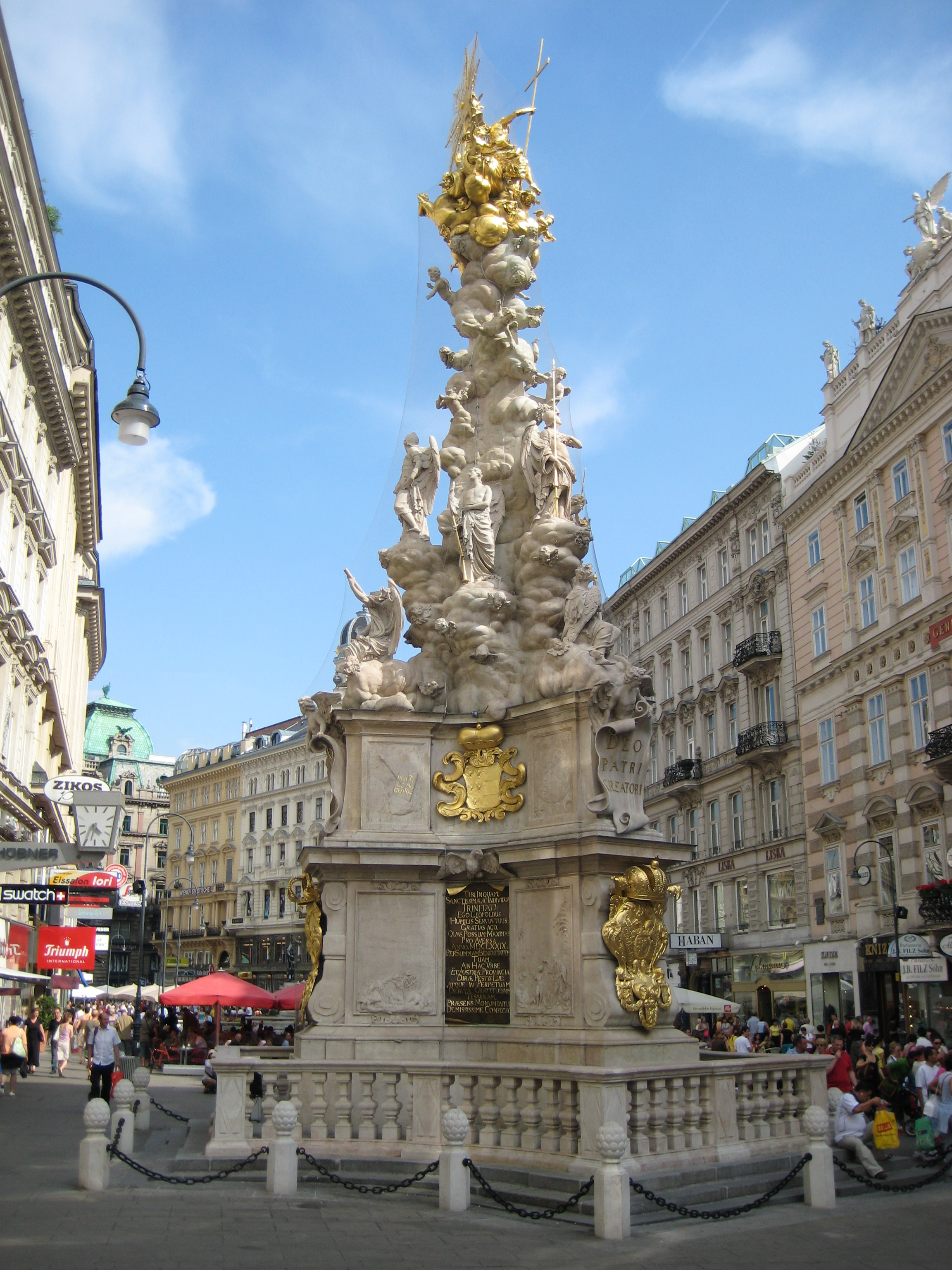
Colonna della peste, monumento commemorativo a Vienna.

### L'attività in Austria
Dal 1687 si spostò a Vienna, dove cercò di ingraziarsi diversi mecenati quali i principi Carlo Eusebio del Liechtenstein, principe del Liechtenstein (per il quale realizzò tre statue) e il suo successore Giovanni Adamo I Liechtenstein, oltre al principe elettore Giovanni Guglielmo del Palatinato. In seguito, tra il 1686 (anno della morte di Matthias Rauchmüller, lo scultore che ne aveva ideato il progetto) e il 1693 collaborò con Lodovico Burnacini alla realizzazione della Colonna della Peste: l'alto compenso che ricevette causò l'invidia degli altri scultori tedeschi presenti nella capitale. 

### La galleria ereditaria degli Asburgo
Nel 1696 divenne scultore di corte a Vienna e a partire da quell'anno, fino al 1708, Leopoldo I d'Asburgo gli affidò il compito di realizzare una serie di statue degli Asburgo: ne scolpì sedici, le rimanenti quindici furono portate a termine dal fratello Peter. Attualmente queste statue si trovano sparse tra Laxenburg, Franzensburg e la biblioteca nazionale di Vienna.

## Opere

### Opere in Italia

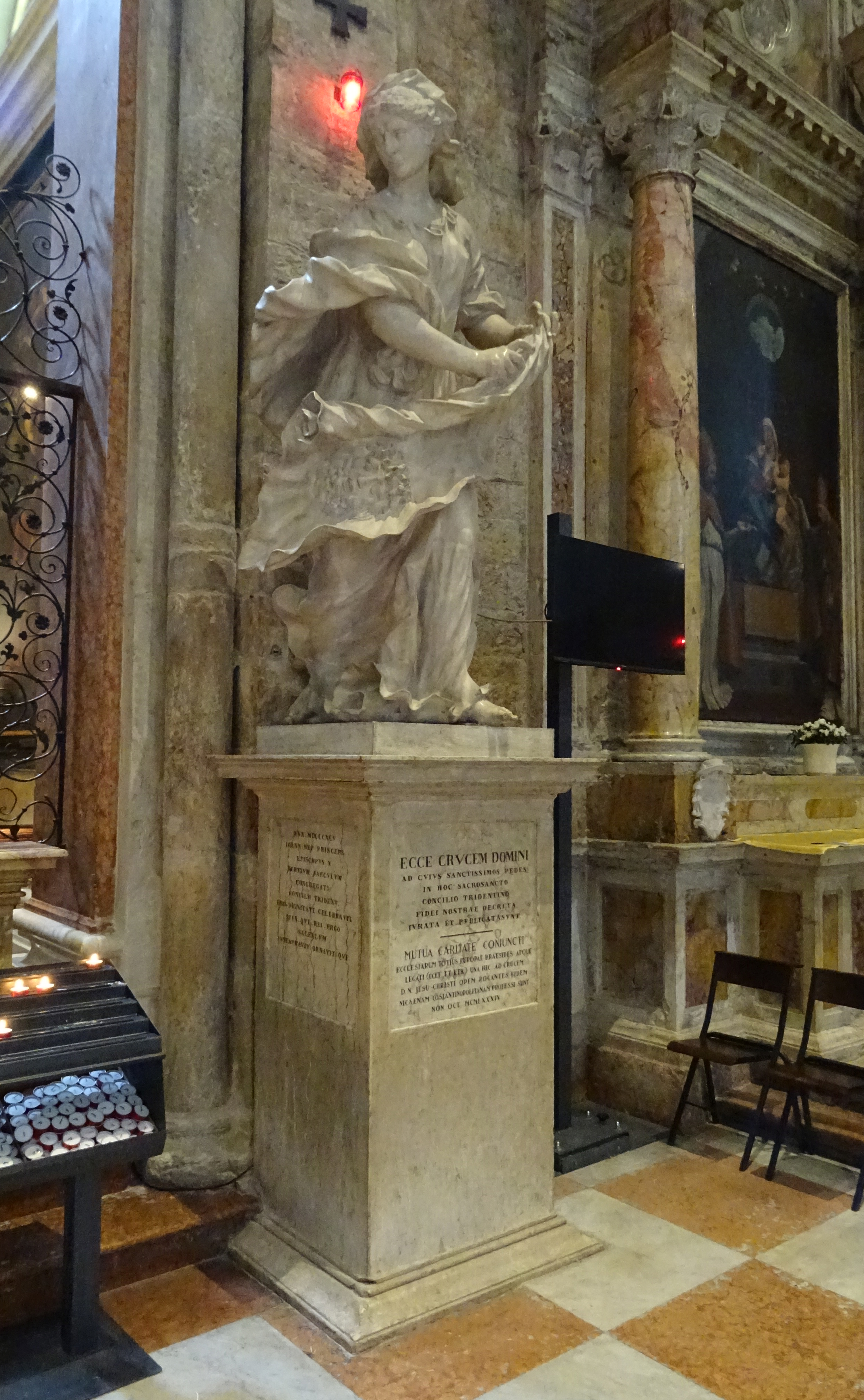
Veronica, 1682-1687, Duomo di Trento.

- Padova, Basilica del Carmine (anni '80 del Seicento): Monica De Vincenti assegna gli Angeli dell'altare Giustachini, oltre alla Effigie di Giovanni Giustachini e la Effigie di Ludovico Giustachini, in particolare quest'ultimo ricorda i rilievi in marmo conservati al Kunsthistorisches Museum di Leopoldo I d'Asburgo e Giuseppe I. Infine anche le due state ai lati dell'altare, raffiguranti San Girolamo e la Maddalena, gli sono attribuite, vista la somiglianza con la Maddalena al Duomo di Trento e la chiara influenza lecourtiana (vedi altare maggiore della Chiesa di Sant'Andrea della Zirada, ultimo lavoro del fiammingo nel 1679).[6]
- Trento, Duomo (1682-1687): sculture della Cappella del Crocifisso. Non è chiara la parte che spetta allo Strudel, ma certamente gli sono attribuite le due statue della Veronica e della Maddalena, oltre ai due angeli inginocchiati sopra il timpano dell'altare.[7]

### Opere in Austria

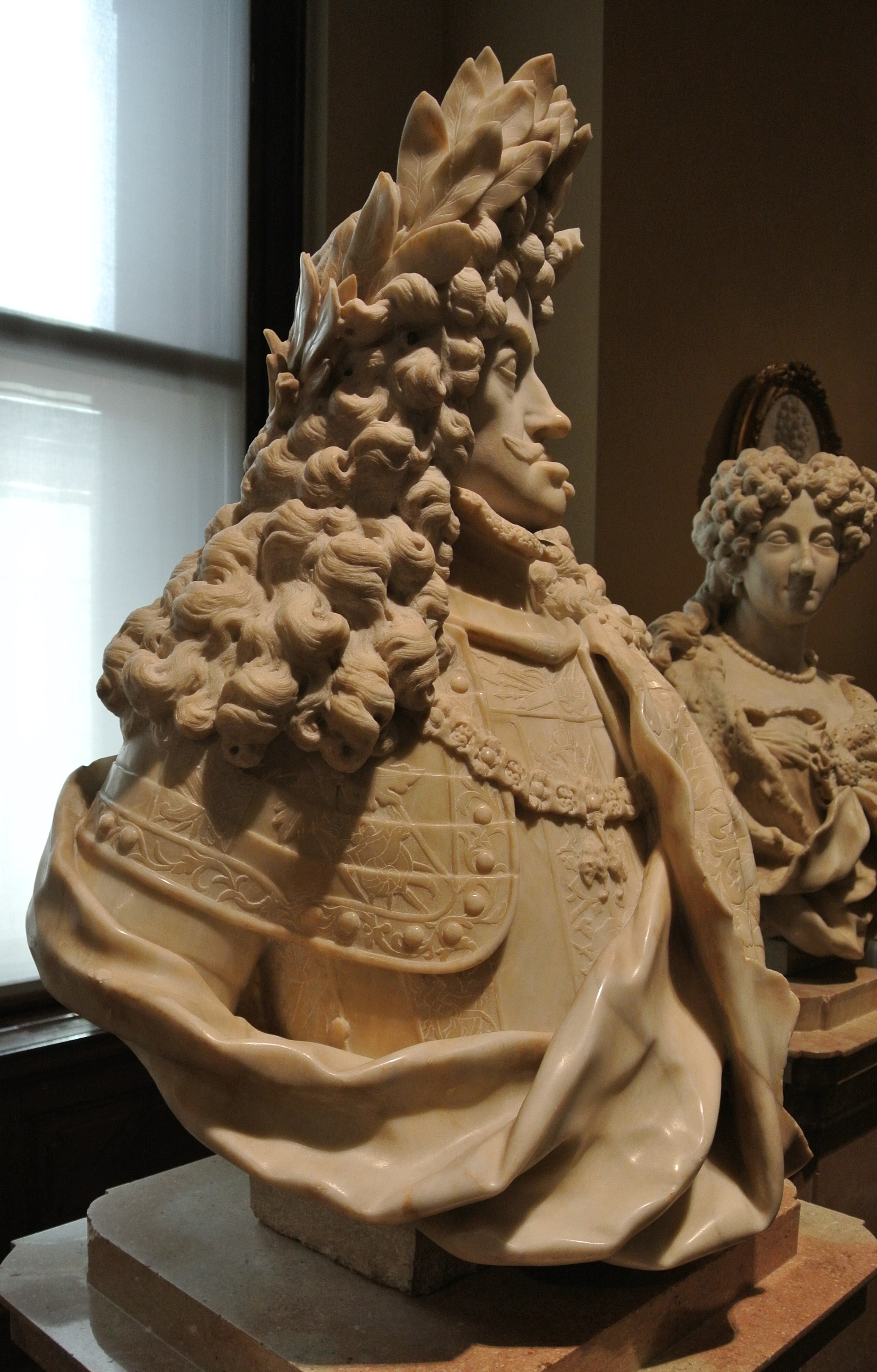
Paul Strudel, Busto di Leopoldo I, a destra Busto di Eleonora Maddalena (Kunstkammer, Kunsthistorisches Museum).

- Busti conservati al Kunsthistorisches Museum (1695):[8]
  - Carlo II di Spagna, nipote di Leopoldo I d'Asburgo tramite Maria Anna d'Asburgo, sorella dell'imperatore;
  - Giuseppe I, futuro imperatore del Sacro Romano Impero, figlio di Leopoldo I d'Asburgo ed Eleonora del Palatinato-Neuburg;
  - Leopoldo I, imperatore del Sacro Romano Impero (come figura centrale tra i cinque);[9]
  - Eleonora Maddalena, imperatrice del Sacro Romano Impero, terza moglie di Leopoldo I;
  - Carlo VI, futuro imperatore del Sacro Romano Impero, figlio di Leopoldo I ed Eleonora Maddalena.